# AGA-spis

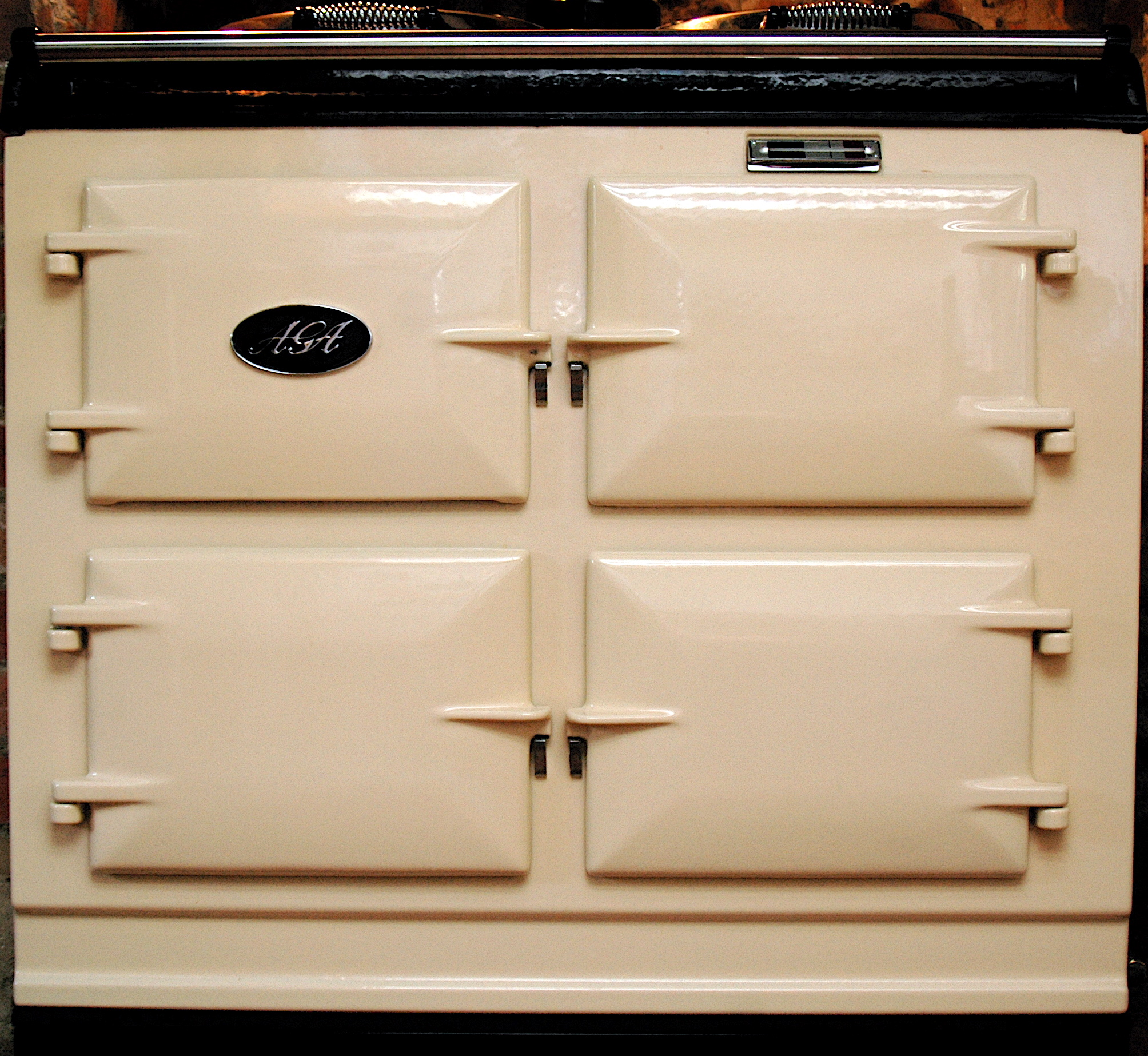
Modern AGA-spis

Agaspisen uppfanns av nobelpristagaren Gustaf Dalén och presenterades på marknaden 1929 efter sju års experimenterande.
Agaspisen gjordes ursprungligen för kokseldning men finns även för ved, gas, olja och el. Den brinner dygnet runt, kräver ett minimum av passning och den är så bränslesnål att den klarar sig på en kokspåfyllning per dygn. Spisen är tillverkad i gjutjärn och väger från 400 kg. Alla Agaspisar har en kokplatta, som håller 400 °C och en sjudningsplatta på 200 °C. Det finns tvåugns, treugns och fyraugns Agaspisar och ugnarna värms upp av indirekt strålningsvärme runt om. 1948 hade 100 000 spisar sålts och ett tiotal länder tillverkade spisarna på licens.
Tillverkningen i Sverige upphörde 1957. Den har dock fortsatt att tillverkas i Storbritannien, som länge betraktat sig som Agaspisens egentliga hemland.